# يعقوب (سوهاج)
قرية يعقوب هي إحدى القرى التابعة لمركز البلينا بمحافظة سوهاج في جمهورية مصر العربية. حسب إحصاءات سنة 2006، بلغ إجمالي السكان في يعقوب 6740 نسمة، منهم 3140 رجل و3600 امرأة.